# جامع النعمانية الكبير
جامع النعمانية الكبير هو من مساجد العراق التاريخية الأثرية والتي بنيت في عهد الدولة العثمانية، ويقع بالقرب من قضاء النعمانية الذي يبعد عن مركز محافظة واسط حوالي 40كم غربا، وشيد بناؤه في عام 1272هـ/1855م، من قبل السيدة عادلة خاتون، ولقد جرى هدمه وإعادة بناؤه في عام 1385هـ/1965م، من قبل دائرة الأوقاف والشؤون الدينية، وتبلغ مساحته الكلية 1184م2 ويحتوي الجامع على مصلى حرم واسع يتسع لأكثر من ألف مصل، وفيهِ منبر مصنوع من الخشب وكذلك يحتوي على محراب مزين بالنقوش والزخارف والآيات القرآنية، وتعلوه منارة مئذنة أثرية ذات حوض واحد، وتقام فيهِ حالياً صلاة الجمعة وصلاة العيدين والصلوات الخمس المكتوبة.